# Borzyszkowy
Borzyszkowy (kaszub. Bòrzëszkòwë; niem. Borczyskowo, dawniej Borriskowo) – wieś kaszubska w Polsce, położona w województwie pomorskim, w powiecie bytowskim, w gminie Lipnica, nad Jeziorem Borzyszkowskim, w części Kaszub zwanej Gochami. Wieś jest siedzibą sołectwa Borzyszkowy, w którego skład wchodzą również Biedolewo, Brzósk, Głodowo i Holandia.
W latach 1954–1959 wieś należała i była siedzibą władz gromady Borzyszkowy, po jej zniesieniu w gromadzie Lipnice. W latach 1975–1998 wieś administracyjnie należała do województwa słupskiego.
Wieś jest placówką Ochotniczej Straży Pożarnej. W centrum miejscowości znajduje się oryginalny drewniany kościół.

## Integralne części wsi
| SIMC    | Nazwa    | Rodzaj    |
| ------- | -------- | --------- |
| 0746768 | Głodowo  | część wsi |
| 0746774 | Holandia | część wsi |

## Historia
Borzyszkowy są starym siedliskiem kaszubskiej szlachty zagrodowej, swoje korzenie ma tu ród Borzyszkowskich. Wieś królewska starostwa człuchowskiego w województwie pomorskim w drugiej połowie XVI wieku.
Do 1919 roku miejscowość nosiła oficjalną niemiecką nazwę administracyjną Borczyskowo. Od zakończenia I wojny światowej ponownie należy do Polski. W okresie 20-lecia międzywojennego należała do ówczesnego powiatu chojnickiego. Na miejscowym cmentarzu jest pochowany komendant Gryfa Pomorskiego Józef Gierszewski. Podczas okupacji nazistowscy propagandyści niemieccy (w ramach szerokiej akcji odkaszubiania i odpolszczania nazw niemieckiego lebensraumu) zweryfikowali nazwę jako zbyt kaszubską lub nawet polską i przemianowali ją na nowo wymyśloną i bardziej niemiecką – Bergfried.
W okresie międzywojennym stacjonował w miejscowości komisariat Straży Granicznej.

## Zabytki
Według rejestru zabytków NID na listę zabytków wpisany jest drewniany kościół parafialny pw. św. Marcina z 1721, nr rej.: 5/16 z 13.07.1936. Świątynia o konstrukcji zrębowej o wydłużonej nawie, długim prezbiterium, masywnej wieży i pozostałościach barokowej donacji.